# 泰國經濟
泰國是一個新興工業化國家。其經濟依賴出口，其中出口佔國內生產總值（GDP）的比例超過三分之二。

## 概況
- 成長率

在2012年，根據泰國國家經濟和社會發展委員會辦公室，泰國國內生產總值11.375萬億泰銖（約合3,660億美元），經濟增長率為6.5％，整體通脹率3.02％，經常賬戶盈餘佔國內生產總值0.7％。在2013年，泰國經濟預計在3.8-4.3％的範圍內增長。在2013前半年(Q1與Q2)，泰國經濟同比增長4.1％(YoY)。然而，經季節性調整後的國內生產總值在2013年第一和第二季度分別收縮1.7％和0.3％。由於連續兩個季度呈現收縮情況，泰國經濟從技術上來講正處於衰退。
工業和服務業是該國國內生產總值的兩個主要行業，前者佔整體39.2%。農業佔國內生產總值的8.4%，低於貿易業（13.4%）和物流科技及通訊業（9.8%），建築及採礦業佔國內生產總值的4.3%，其他服務業包括金融、教育、酒店及餐廳等行業共佔24.9%。電信和新型服務貿易業是工業擴張和經濟競爭力的焦點。2017年「東部經濟走廊」計畫通過預算，泰國東邊的北柳、春武里及羅勇三府，被選為EEC經濟特區。當地政府提供了外商投資99年的土地設廠租約與某些東南亞新興國家一致。
- 人均低但總量較大

泰國7000萬人口是東南亞第二大經濟體僅次於印尼，在東南亞居中游位置，排在新加坡、文萊和馬來西亞之後。截至2013年3月29日，國際儲備總值1,712億美元，金額是東南亞第二大僅次於新加坡。該國的對外貿易量也在東南亞排名第2，次於新加坡但其2012年人均國內生產總值只有5,390美元。
- 低失業率真相

曾經2012年時世界銀行根據社會和發展指標，把泰國作為其中一個重大發展成功的故事。雖然人均國民總收入只有5,210美元，加上人類發展指數排名只有第103位。根據泰國經濟和社會發展委員會的新訂貧窮線，生活在國家貧困線以下的人口比例從1988年的65.26%降至2011年的13.15%。2013年首季的失業率為0.7%，是世界上失業率第四低的國家，僅次於柬埔寨、摩納哥和卡塔爾。2013年上半年主要通脹率為2.70%，而政策利率為2.50%。
泰國銀行發言人認為與其他國家的失業率差異是來自是結構和計算方法不同，因為泰國農業生產雇用大量勞工，而失業率不是只計算非農就業而是全部混合，回到家鄉在父親的農場工作一周至少一小時，這樣也算是有工作。彭博新聞分析，由於泰國沒有所謂失業保險，所以一般人不可能失業太長時間因為毫無任何補助，失業的人只要進入所謂非正式部門，或是找兼職，這些都算是就業。2013年非正式部門占勞動人口 64%，包括街頭攤販、計程車司機、自營業者、以及一些在灰色地帶的工作者。
- 依善地區問題

依善地區的經濟以農業為主，但產量偏低，與工業和服務業相對的重要性減少。大部分人口生活貧窮和教育程度低下。許多工人因貧窮而在國外或泰國其他地區尋找工作。 依善佔泰國總人口和面積的三分之一，但只生產國內生產總值的8.9％，經濟在1990年代每年增長6.2％。 1995年28％人口被歸類為貧困線以下，比例高於泰國中部的7％。2000年，人均收入僅26,317泰銖，遠低於曼谷的208,434泰銖。依善地區的農村和城市存在鴻溝，在1995年該國十大最貧窮的府份全部位於該地區，最貧窮的是四色菊府。然而大多數財富和投資集中在呵叻、烏汶叻差他尼、烏隆他尼和孔敬四大城市，這四個府份佔該地區總人口的40％。泰國政治環境相對不穩，也造成投資者的擔憂。
- 三分之一學生為文盲

世界銀行2015年針對泰國經濟情勢的報告指出，泰國競爭力下降的原因之一，是勞動者缺乏技術。甚至將近三分之一的15歲學生屬於「功能性文盲」（functionally illiterate），連謀生的能力都有限。泰國教育部長提拉傑（Teerakiat Jareonsettasin）表示文盲是一大問題，在產業升級上「我們甚至連摩托車都不能自主研發。」只能永遠在外商工廠做低階打工，一旦對方撤廠我們就失業回鄉。他再以國際學生能力評估計劃（PISA）為例，這項國際通用指標中即使泰國政府對教育投入大量資源，但分數始終未見起色，甚至比過去更差，證明教育改革已告失敗。

## 歷史

### 14世紀
大城王國在14世紀崛起，與當時宋元明三朝的海上商業活動有關，該王國成為亞洲最繁榮的貿易中心之一，來自中國、印度、阿拉伯國家、波斯的海外商人移居至此。

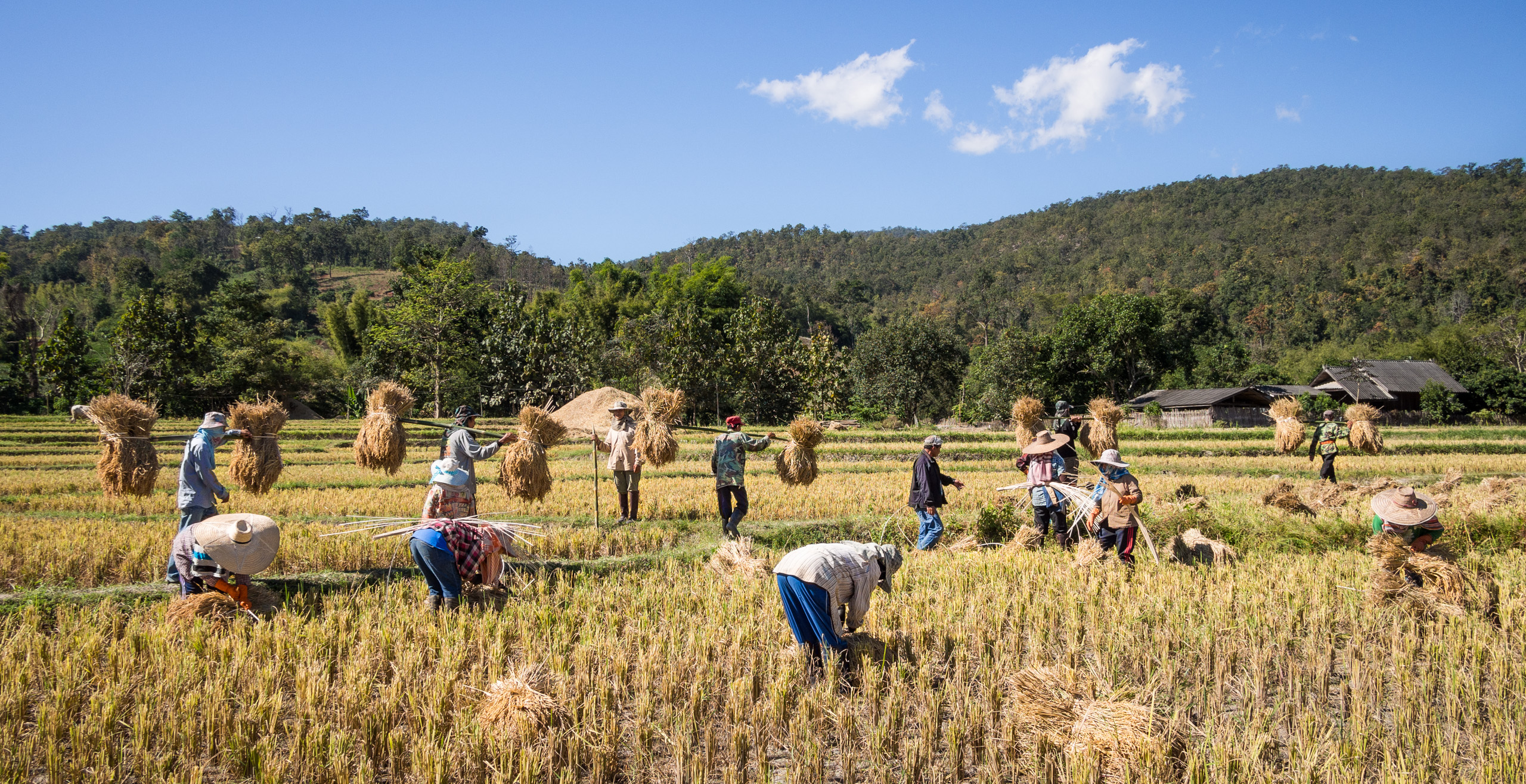
泰國是世界最大稻米剩餘出口國。

### 19世紀
十九世紀，該國首都遷至曼谷，外貿尤其與中國有關的成為政府重點。中國商人前往交易，其中有人定居任官，一些中國商人和移民成為達官貴人。泰國前身是暹羅，在工業革命前已開放對外接觸。雖然資源稀缺，但是處於沿海和河口的港口和城市是早期的經濟中心。
自十九世紀中葉以後，歐洲商人日趨活躍。1833年的《羅伯茨條約》在1856年被《哈里斯條約》更新，給予美國商人同樣保障。1855年簽署的《鮑林條約》保障英國商人擁有特權。
國內市場發展緩慢，農奴制可能是經濟停滯的根源。暹羅大部分男性服務法院官員，而他們的妻子和女兒在當地市場從事小規模貿易，而負債嚴重的人只有賣身為奴。國王拉瑪五世因此在1901年和1905年分別廢除農奴制和奴隸制。
暹羅經濟受大蕭條極大打擊，是導致1932年暹羅革命的原因之一。

### 第二次世界大戰戰後
從20世紀初到第二次世界大戰結束期間，暹羅的經濟逐漸成為全球體系的一部分。主要企業家來自華夏族裔，他們最終成為暹羅國民。
農產品出口對暹羅的經濟最重要，特別是大米，泰國已躋身世界頭號大米出口國之一。

### 1945年後

#### 1945至1955年
冷戰期間，戰後國內以及國際政治對泰國經濟發展發揮非常顯著的作用。1945年至1947年期間，冷戰尚未開始，該國經濟受第二次世界大戰打擊。鑾披汶·頌堪領導的泰國政府在戰爭期間與日本結盟，對同盟國宣戰，戰後泰國需要向西方盟國無償提供150萬噸大米，為經濟復蘇帶來負擔。當時泰國政府試圖透過設立水稻辦公室監督大米貿易來解決這個問題。在此期間，當局引入多重匯率制度，同時面臨消費品短缺。
1947年11月，泰國發生軍事政變，短暫的民主時期結束，經濟在同年恢復增長勢頭。1948年4月，戰時首相被政變組織重新任命為總理，在上任不久意識到下屬的權力鬥爭，尋求美國的支持和援助開展反共產主義運動，以保持政治權力。因此自1950年起，泰國接受來自美國的軍事和經濟援助。政府設立許多國有企業，被視為經濟民族主義，國家（及官僚）主導資本分配，該國知名經濟學家稱之為官僚資本主義時期。

#### 1955至1985年
1955年，國內和國際政治使泰國的經濟開始發生巨變。該政權兩個主要派別的內部權力鬥爭變得激烈，一方尋求美國支持發動政變推翻政權但失敗。披汶嘗試把政權民主化，透過發展經濟以爭取民心，再次向美國尋求協助，要求經濟而非軍事援助，美國在1955年至1959年期間給予前所未有程度的經濟援助。此外，披汶政府對該國的財政和貨幣政策進行重大改革，包括取消多重匯率制度，引進固定及統一的匯率制度，制度一直使用至1984年。政府同時把貿易中立化，與中華人民共和國進行秘密外交，導致美國不滿。
儘管試圖維護權力，披汶在1957年9月16日因沙立·他那叻發動政變而被撤任。沙立政權在1957至1973年任內沿襲披汶的政策，與中華人民共和國斷絕一切關係，支持在印度支那的美國業務，從而得到美國的支持，大力發展國家基礎設施，把與基礎設施無關的國有企業私有化。在此期間，當局成立一些關鍵官方經濟機構，包括財政預算局、國家經濟和社會發展委員會辦公室和泰國投資委員會。1961年開始實行國家經濟和社會發展計劃。在此時期，當局引進市場主導的進口替代工業化，致使1960年代經濟平穩且快速擴張。美國前總統理查德·尼克松於1967年發表的《外交事務》中指出，泰國在1958年進入快速增長的時期，平均每年增長7%。
1970年代至1984年期間，泰國飽受多項經濟問題困擾，如美國投資減少、經常賬戶赤字、油價突然上漲和通貨膨脹，國內政治不穩定。越南在1978年12月25日佔領柬埔寨，泰國成為對抗共產主義的前線國家，被三個共產國家和奉行社會主義的緬甸包圍。往後數屆政府試圖促進出口和旅遊業以解決經濟問題，至今仍然對泰國經濟有重要作用。
最為人熟悉的應對當時經濟問題措施，在1980至1988年期間由炳·廷素拉暖政府推行。1981年至1984年期間，泰國政府決定三次將貨幣泰銖貶值，分別在1981年5月12日把匯率從每美元兌20.775泰銖貶值1.07%至21泰銖、在1981年7月15日把匯率貶值8.7%至23泰銖、在1987年11月2日把匯率貶值15%至27泰銖。此外，政府決定實施與美金掛鉤的固定匯率，被所謂的「多貨幣籃子釘住系統」取代，其中美元佔整體比重八成。根據國際貨幣基金組織的世界經濟展望數據庫計算，該國經濟的國內生產總值在1980年至1984年期間平均增長5.4%。

#### 1985至1997年
在把泰銖第三次貶值同時，日本、美國、英國、法國和西德於1985年9月22日同意簽署《廣場協議》，把美元相對日元和德國馬克貶值。由於美元佔泰國貨幣籃子的八成，泰銖進一步貶值，使泰國的出口更具有競爭力，對外商直接投資更具有吸引力，尤其是來自貨幣在1985年以來大幅升值的日本。1988年，廷素拉暖下台，1976年以來首位民選泰國總理差猜·春哈旺接任。柬越戰爭隨著越南在1989年逐步從柬埔寨撤退而停止，加強該國的經濟發展。
在1984年泰銖貶值和1985年《廣場協議》後，政府機構受財政約束所困擾，但私人機構擴張。該國的外貿情況改善，主要來自日本的外商直接投資湧入，經濟在1987至1996年期間蓬勃發展。雖然泰國之前一直促進出口，但該國在這時期才從進口替代工業轉型至出口導向工業。根據國際貨幣基金組織的世界經濟展望數據庫計算，國內生產總值在這十年內每年平均增長9.5%，在1988年錄得13.3%的高峰。同期，商品和服務出口量平均每年增長14.8%，在1988年錄得26.1%的高峰。
然而，經濟問題依然存在。1987年至1996年期間，泰國錄得巨額經常帳戶赤字，每年平均為國內生產總值的5.4%，而赤字持續增加。1996年，經常賬戶赤字143.51億美元，佔國內生產總值的7.887%。資本短缺是另一個問題，1992年9月至1995年5月間就任的川·立派政府在1993年試圖解決這個問題，為銀行設立曼谷國際銀行設施（BIBFs），允許持有BIBF牌照的銀行從外資金融機構取得低利率貸款再轉借泰國企業。1997年，外債失控飆升到109.276萬億美元，其中65%為短期債務，而國際儲備只有38.7萬億美元。許多貸款以房地產為抵押，造成經濟泡沫。1996年底，外界對該國的金融機構失去信心，政府關閉18家信託投資公司和3家商業銀行，並在1997年關閉56家金融機構。
另一個問題是貨幣攻擊。外國投機者（包括對沖基金）了解該國的經濟問題和匯率使用多種貨幣籃子貨幣，加上貨幣在現貨和遠期市場受壓，確信政府一定會再次把泰銖貶值。在現貨市場上，投機者以泰銖借貸，再以美元借出，迫使泰銖貶值。在遠期市場上，投機者相信泰銖會很快貶值，以泰銖作賭注，與經紀訂立合同，付出美元並協議在未來幾個月以指定泰銖金額償還。總理差瓦立·永猜裕的其中一位經濟顧問要求把泰銖貶值，並得到廷素拉暖支持，但差瓦立無視建議，只依賴泰國銀行花費24萬億美元（約三分之二的國際儲備）維持泰銖幣值。結果，泰國在1997年7月2日的國際儲備只剩下2.85萬億泰銖，無力再維持泰銖幣值，宣布將貨幣浮動化，促成1997年亞洲金融危機。

#### 1997至2006年
| 年   | 按不變價格計算的國內生產總值（萬億泰銖） | 按不變價格計算的國內生產總值增長率（百分比變化） | 按當年價格計算的國內生產總值（十億美元） | 貨物和服務的出口量（百分比變化） | 經常賬戶結餘（佔國內生產總值的百分比） |
| ---- | ---------------------------------------- | ------------------------------------------------ | ---------------------------------------- | -------------------------------- | -------------------------------------- |
| 1995 | 2.941                                    | 9.2                                              | 168.019                                  | 15.4                             | -7.9                                   |
| 1996 | 3.115                                    | 5.9                                              | 181.948                                  | -5.5                             | -7.9                                   |
| 1997 | 3.072                                    | -1.4                                             | 150.891                                  | 7.2                              | -2.0                                   |
| 1998 | 2.749                                    | -10.5                                            | 111.860                                  | 8.2                              | 12.8                                   |
| 1999 | 2.871                                    | 4.4                                              | 122.630                                  | 9.0                              | 10.2                                   |
| 2000 | 3.008                                    | 4.8                                              | 122.725                                  | 17.5                             | 7.6                                    |
| 2001 | 3.073                                    | 2.2                                              | 115.536                                  | -4.2                             | 4.4                                    |
| 2002 | 3.237                                    | 5.3                                              | 126.877                                  | 12.0                             | 3.7                                    |
| 2003 | 3.467                                    | 7.1                                              | 142.640                                  | 7.0                              | 3.4                                    |
| 2004 | 3.686                                    | 6.3                                              | 161.340                                  | 9.6                              | 1.7                                    |
| 2005 | 3.856                                    | 4.6                                              | 176.352                                  | 4.1                              | -4.3                                   |
| 2006 | 4.054                                    | 5.1                                              | 207.089                                  | 12.5                             | 1.2                                    |
| 2007 | 4.259                                    | 5.0                                              | 246.977                                  | 13.0                             | 6.3                                    |

來源︰上述數據來自國際貨幣基金組織的世界經濟展望數據庫（2012年4月）。

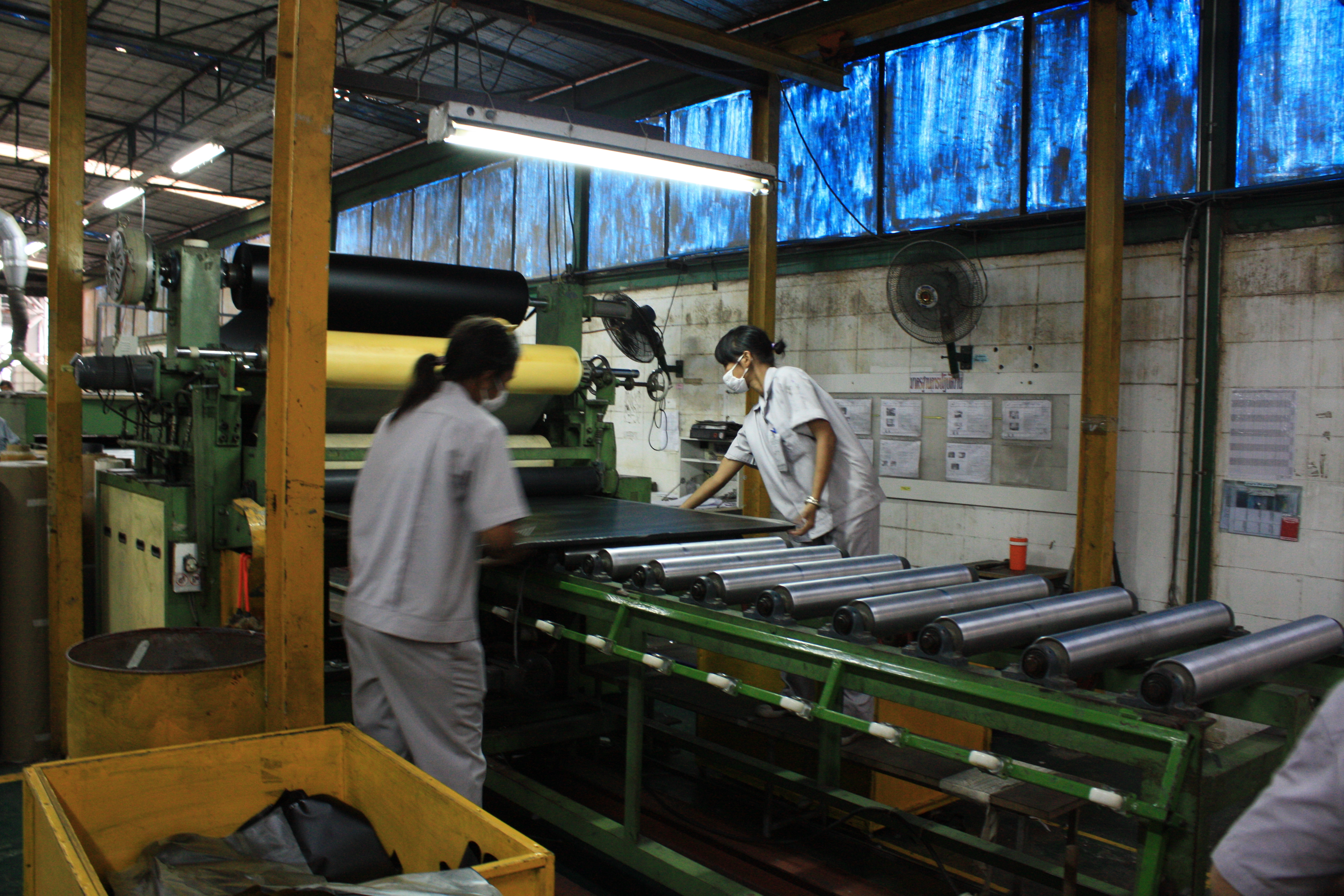
曼谷皮革廠

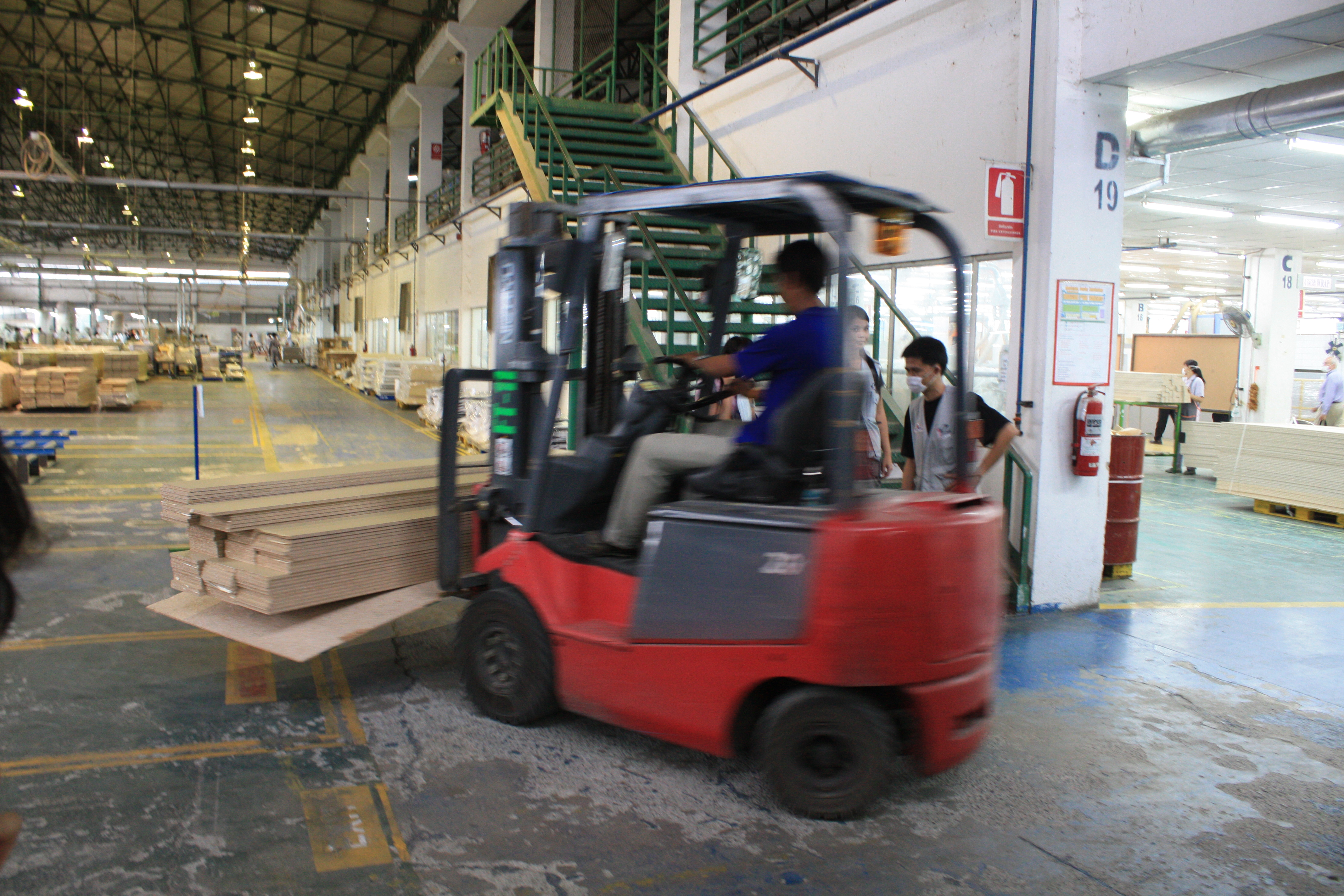
木材加工業

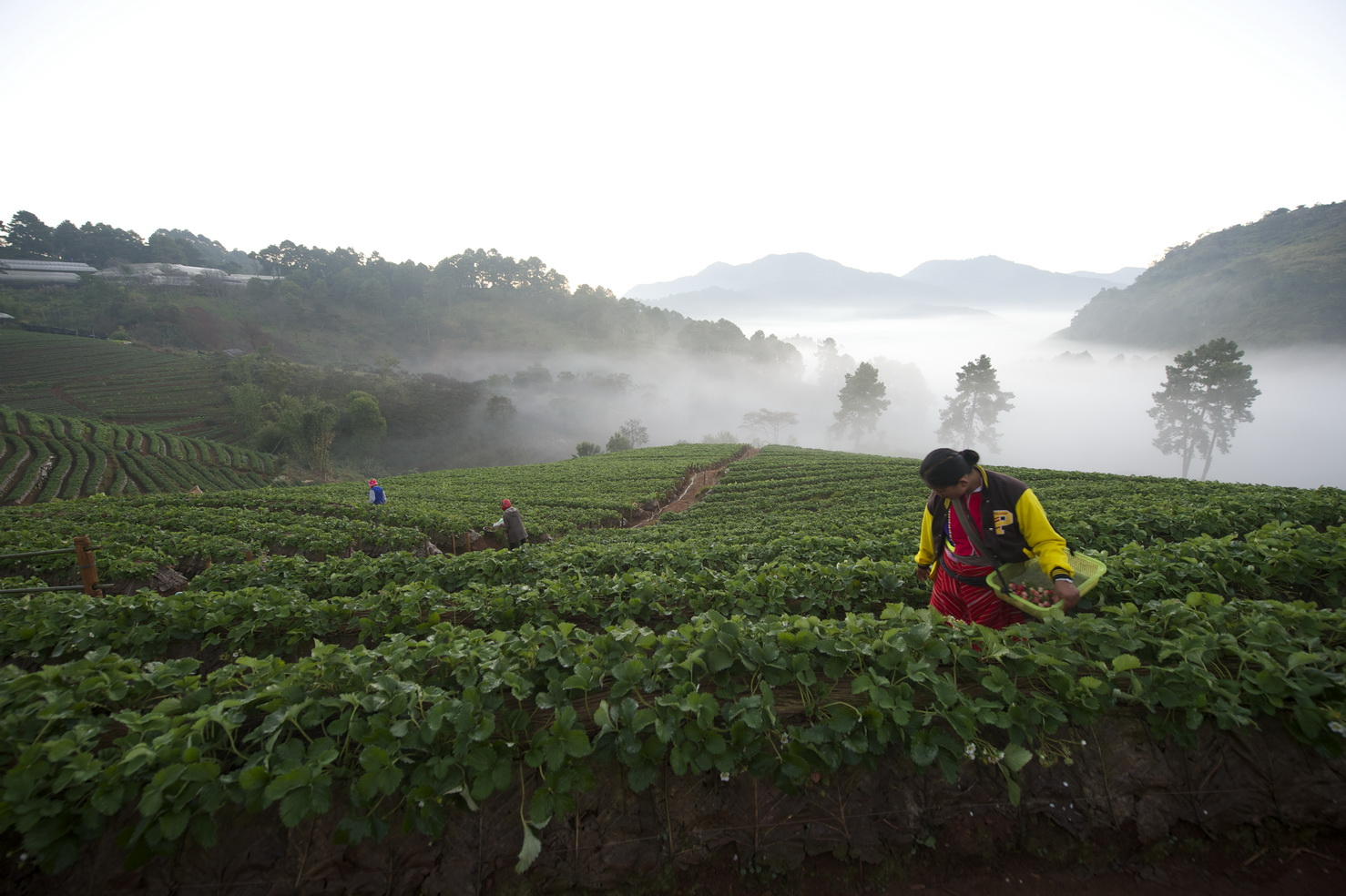
茶農經濟

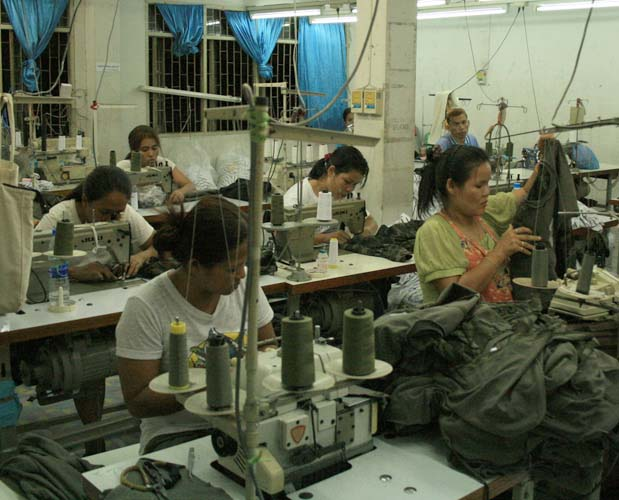
廉價成衣廠

泰國經濟在1997年的亞洲金融危機崩潰，泰銖匯率在短短幾個月內從每美元可兑25泰銖跌至最低點56泰銖。泰國證券交易所從1994年的高峰1,753.73點跌至1998年的最低點207.31點。國內生產總值從1996年底3.115萬億泰銖，跌至1998年底2.749萬億泰銖。經過長達10年時間，泰國重返1996年以美元計算的國內生產總值水平。失業率上升了近三倍，從1996年的1.5%增至1998年的4.4%。泰銖急劇貶值意味外債價值急劇上升，削弱大型金融機構，許多被部分出售給外國投資者，而有些則面臨破產。泰國銀行的貨幣保護措施使國際儲備偏低，政府只有接受國際貨幣基金組織的貸款。總體而言，泰國接受172億美元援助。
危機對泰國政治造成影響。總理差瓦立偏受壓力，在1997年11月6日辭職，由反對黨領袖川·立派繼任。第二屆川·立派政府在1997年11月至2001年2月在任期間，根據國際貨幣基金組織指引的新自由資本主義理念，試圖進行經濟改革，奉行嚴格的財政政策，例如保持高利率和削減政府開支，政府頒布稱為「苦藥」的11項法律，但批評者稱是「賣國的11項法律」，政府和支持者認定這些措施令經濟好轉。該國在1999年錄得自危機以來首次國內生產總值正增長，但經濟措施的批評者認為政府不應誤信國際貨幣基金組織，並應尋找其他貸款來源，與拉丁美洲和非洲的經濟問題不同，亞洲金融危機源自私營企業，國際貨幣基金組織的措施不恰當。1999年錄得正增長的原因，是國內生產總值已經連續兩年下跌，在1998年內已下跌10.5%。按泰銖和美元計算，泰國國內生產總值分別在2002年和2006年才回升至1996年水平。此外，1999年的宮澤計劃提供額外貨款，川·立派政府對恢復經濟的幫助仍存在爭議。
金融危機間接令他信·西那瓦崛起。他信的泰愛泰黨在2001年大選中擊敗川·立派的民主黨，赢得壓倒性勝利，其後在2001年2月上任。出口需求疲軟，導致國內生產總值在他任期第一年只增長2.2%，第一屆政府在2002至2004年間表現出色，增長率分別為5.3%、7.1%和6.3%，他的政策後來被稱為「他信經濟學」。泰國經濟在他信第一任期內重拾動力，在2003年7月還清國際貨幣基金組織所有債務，較時間表提早兩年。雖然他信經濟學遭受批評，但他的政黨在2005年大選再次壓倒性擊敗民主黨。他信經濟學的官方經濟數據顯示，依善地區的人均國內生產總值在2001年至2011年之間增倍至1,475美元，同時曼谷地區的人均國內生產總值從7,900美元增加至接近13,000美元。
不過，他信的第二任期不太成功。2004年印度洋大地震發生，打擊2005年首季國內生產總值。2005年，反對他信的示威者組成人民民主聯盟。2006年，他信解散議會，要求換屆選舉，4月大選受到主要反對黨抵制，他信的政黨再次勝出，但憲法法院宣布選舉無效。原定於2006年10月舉行的大選被取消，9月19日陸軍司令頌提·汶雅叻格林率領一群士兵發動政變，把身在紐約準備在聯合國大會上發表講話的他信推翻。在他信第二屆政府的最後一年，國內生產總值增長5.1%。在他信政府任內，瑞士洛桑國際管理發展學院發表的世界競爭力排名顯著上升，由2002年的31位升至2005年的25位，隨後在2006年下降至29位。

#### 2006至2011年
泰國經濟在政變後再次受挫。2006年第4季至2007年之間，2006年10月素拉育·朱拉暖陸軍總司令被任命為軍政府的總理。與去年同期比較，2006年的國內生產總值增長率從首三季的6.1%、5.1%和4.8%，放緩至第四季的4.4%。此外，瑞士洛桑國際管理發展學院發表的世界競爭力排名的排名從2005年的26位下降至2006年的29位和2007年的33位。他信的大規模基礎設施投資計劃在2011年其妹妹英祿·西那瓦上台前從來沒被提及。泰國經濟在2007年增長5%，2007年12月23日軍政府召開大選，沙馬·順達衛率領的親他信人民力量黨壓倒性擊敗阿披實·威差奇瓦的民主黨。
然而，在人民力量黨領導的政府下，該國陷入政治動盪，加上2008年最後兩個季度美國金融機構危機影響，致使2008年的國內生產總值增長跌至2.5%。在2008年3月人民民主聯盟和黃衫軍再次召開會議前，國內生產總值在2008年首季比去年同期增長6.5%。此外，瑞士洛桑國際管理發展學院發表的世界競爭力排名從2007年的33位上升至2008年的27位。黃衫軍於2008年8月佔領政府辦公大樓，2008年9月9日憲法法院決定解除沙馬的總理職務。2008年9月18日，他信的妹夫頌猜·旺沙瓦接替沙馬成為總理。美國的金融機構危機處於高峰，黃衫軍仍佔領政府辦公大樓，妨礙政府運作。國內生產總值增長率在2008年第二季至第四季期間下跌，分別較同期增長5.2%、3.1%和負4.1%。黃衫軍在2008年11月25日至12月3日期間抗議頌猜成為總理，佔據曼谷兩個機場素萬那普機場和廊曼國際機場，傷害泰國的形象和經濟。12月2日，泰國憲法法院解散人民力量黨，免除頌猜的總理職務。
阿披實領導的民主黨在2008年底組成聯合政府，但政府的合法性自民主黨2008年第一天就任便因據稱由軍營的軍人組成而受到質疑。政府因美國金融機構危機和紅衫軍而受到壓力，紅衫軍不肯承認阿披實的總理職務和要求盡快舉行新選舉。然而，阿披實拒絕要求，直到2011年5月才解散議會重新選舉。2009年即他上任第一年，泰國錄得1997年金融危機以來首次負增長，國內生產總值減少2.3%。
2010年，該國的經濟增長率提高到7.8％。然而，2010年主要抗議導致不穩定，國內生產總值增長約4-5％，低於以往平民政府的5-7%，政治不確定性是投資者和消費者信心下降的主要原因。國際貨幣基金組織預測，泰國經濟將因泰國央行的寬鬆貨幣政策和英祿出台的財政刺激措施而出現強勁反彈，國內生產總值增長率從2011年的低點0.1%，增加至2012年的5.5%和2013年的7.5％。
2011年首兩季政治局勢相對平靜，國內生產總值分別較去年增長3.2％和2.7％。阿披實政府在位期間，泰國的排名從2009年的26位下降至2010年和2011年的27位，基礎設施自2009年敗落。
2011年大選中，親他信的為泰黨再次擊敗民主黨取得壓倒性勝利。他信最小的妹妹英祿在阿披實後續任總理，7月當選由為泰黨領導的新政府在8月下旬開始執政，英祿上任不久後發生2011年泰國水災打擊經濟。2011年7月25日至2012年1月16日期間，77個府中有65個受洪災影響。世界銀行評估2011年12月的損失總額為1.425萬億泰銖，折合約457億美元。
2011年，國內生產總值增長率下滑至0.1%，在第四季較去年同期收縮8.9%。瑞士洛桑國際管理發展學院發表的世界競爭力排名從2011年的27位下跌至2012年的30位。

#### 2012年及以後
2012年，泰國從上年的嚴重水災中恢復。英祿政府計劃開發基礎設施，包括長遠的水資源管理制度和物流。歐元區危機損害2012年泰國經濟增長，對出口造成直接和間接影響。國內生產總值上升6.5%，整體通膨率3.02%，經常賬戶盈餘佔國內生產總值的0.7%。
2013年12月23日，泰銖因過去數月的政治動盪而跌至三年最低點。根據彭博新聞社發佈，泰國貨幣較11月和12月貶值4.6％，主要股票指數下跌9.1％。
2014年上半年發生軍事政變後，法新社於2014年6月17日發表文章指該國瀕臨衰退邊緣，內容指近18萬柬埔寨人因擔憂封殺移民離開泰國，2014年1月至3月的經濟較上一季度收縮2.1％。然而，在軍方頒布停止2014年5月以來的宵禁後，泰國工業聯合會會長預計2014年經濟增長2.5至3％，旅遊業在2014年振興，並引述未來考慮的積壓投資項目估計約值7,000億泰銖，經濟利益過程將在2014年10月出現。

## 宏觀經濟形勢

### 國內生產總值
下面表列1980至2012年泰國國內生產總值：
| 年   | 按不變價格計算的國內生產總值（十億泰銖） | 國內生產總值增長率（百分比變化）  | 按當年價格計算的國內生產總值（十億泰銖） | 按當年價格計算的國內生產總值（十億美元） |
| ---- | ---------------------------------------- | --------------------------------- | ---------------------------------------- | ---------------------------------------- |
| 1980 | 913.70                                   | 4.6                               | 662.48                                   | 32.35                                    |
| 1985 | 1,191.25                                 | 4.6                               | 1,056.50                                 | 38.90                                    |
| 1990 | 1,953.40                                 | 11.6                              | 2,191.10                                 | 85.64                                    |
| 1995 | 2,941.74                                 | 9.2                               | 4,186.21                                 | 168.02                                   |
| 2000 | 3,008.40                                 | 4.8                               | 4,922.731                                | 122.73                                   |
| 2005 | 3,856.53                                 | 4.6                               | 7,092.89                                 | 176.35                                   |
| 2006 | 4,054.89                                 | 5.1                               | 7,844.94                                 | 207.09                                   |
| 2007 | 4,259.81                                 | 5.0                               | 8,525.20                                 | 246.98                                   |
| 2008 | 4,368.64                                 | 2.5 (2007年－2008年環球金融危機)  | 9,080.47                                 | 272.58                                   |
| 2009 | 4,268.11                                 | -2.3 (2007年－2008年環球金融危機) | 9,041.55                                 | 263.71                                   |
| 2010 | 4,596.12                                 | 7.8                               | 10,104.82                                | 318.91                                   |
| 2011 | 4,599.65                                 | 0.1 (2011年泰國水災)              | 10,540.13                                | 345.67                                   |
| 2012 | 4,898.19                                 | 6.5                               | 11,375.35                                | 366                                      |

來源︰除了2012年數據，上述數據均來自國際貨幣基金組織的世界經濟展望數據庫（2013年4月）。
在過去32年中，泰國經濟大幅擴張。根據目前的價格計算，國內生產總值以泰銖和美元計算在1980至2012年期間分別增加近16和11倍，根據國際貨幣基金組織是世界第32大的經濟體。在國內生產總值方面，泰國經歷5個不同經濟增長的時期。泰國經濟在1980至1984年期間平均每年增長5.4%，在1984年泰銖貶值和1985年簽訂《廣場協議》後，主要來自日本的外商直接投資大量湧入，1985至1996年間平均每年增長8.8%，其後每年平均增長率在1997至1998年期間跌至負5.9%。1999至2006年期間，每年平均增長率回升至5.0%。然而該國自2007年以來面臨一連串挑戰，其中包括2006年年底的軍事政變、2008至2001年的政治動盪、2008至2009年美國金融機構危機的高峰、2010和2011年的洪水和2012年的歐元區危機。國內生產總值在2007至2012年間平均每年增長3.25%。

### 人均國內生產總值
下面表列泰國和其他東亞、東南亞經濟體的人均國內生產總值，所有數字以美元計算：
| 經濟體   | 1980年 | 1980年對比泰國的倍數 | 1985年 | 1990年 | 1995年 | 2000年 | 2005年 | 2010年 | 2019年 | 2012年對比泰國的倍數 | 2012年購買力平價國內生產總值（十億美元） | 2012年人均國內生產總值（購買力平價） |
| -------- | ------ | -------------------- | ------ | ------ | ------ | ------ | ------ | ------ | ------ | -------------------- | ---------------------------------------- | ------------------------------------ |
| 中国     | 205    | 0.29                 | 290    | 341    | 601    | 945    | 1,726  | 4,422  | 6,076  | 1.07                 | 12,405.67                                | 9,162                                |
| 香港     | 5,679  | 8.16                 | 6,442  | 13,330 | 22,939 | 25,128 | 25,748 | 32,429 | 36,667 | 6.46                 | 369.38                                   | 51,494                               |
| 日本     | 9,309  | 13.38                | 11,461 | 25,144 | 42,523 | 37,303 | 35,787 | 42,916 | 46,735 | 8.23                 | 4,627.89                                 | 36,265                               |
|          | 1,689  | 2.43                 | 2,414  | 6,308  | 11,779 | 11,347 | 17,551 | 20,540 | 23,113 | 4.07                 | 1,613.92                                 | 32,272                               |
| 马来西亚 | 1,812  | 2.60                 | 2,026  | 2,432  | 4,358  | 4,030  | 5,211  | 8,633  | 10,304 | 1.81                 | 498.48                                   | 16,922                               |
| 新加坡   | 4,756  | 6.83                 | 6,754  | 12,387 | 23,718 | 22,791 | 28,498 | 44,697 | 51,162 | 9.01                 | 326.51                                   | 60,410                               |
| 臺灣     | 2,363  | 3.40                 | 3,271  | 8,086  | 12,865 | 14,641 | 16,023 | 18,488 | 20,328 | 3.58                 | 903.47                                   | 38,749                               |
| 泰國     | 696    | 1.00                 | 751    | 1,521  | 2,826  | 1,983  | 2,825  | 4,992  | 7,806  | 1.00                 | 651.86                                   | 10,126                               |

註︰根據國家經濟和社會發展委員會，泰國人均名義國內生產總值已達167,508泰銖（5,390美元）。上表顯示的數據（包括泰國人均名義國內生產總值5,678美元）來自國際貨幣基金組織。
來源︰上述數據來自國際貨幣基金組織的世界經濟展望數據庫（2013年4月）。
泰國的人均國內生產總值低於鄰國，名義人均國內生產總值在2011年被中國超越，水平在可相比國家中最低。根據國際貨幣基金組織，泰國的2012年人均名義國內生產總值在世界上排名92位。

## 產業

### 農業、林業和漁業
自1960年代以來，農業發展支撐泰國過渡至工業化經濟。1980年，七成就業人口從事農業。2008年，農業、林業和漁業只佔國內生產總值的8.4%，農業僅佔農村地區工作崗位的一半。大米是泰國最重要的農作物，一直是世界第一大米出口國，直至最近被印度和越南超越。泰國是蝦子的主要出口國。其他作物包括椰子、玉米、橡膠、大豆、甘蔗和木薯。
1985年，泰國分別把25%和15%土地面積指定為受保護森林和生產木材的森林，受保護森林被預留作保育和休憩用途，而產木森林則用於林業。1992年至2001年期間，原木和鋸材的每年出口量從5萬增加至200萬立方米。
2004年期間，地區爆發禽流感，導致泰國農業收縮。2004年12月26日的海嘯災難摧毀西岸漁業。2005年和2006年，農業生產總值收縮一成。
泰國是世界上石膏第二大出口國，僅次於加拿大，政府推出政策限制出口以防止降價。泰國在2003年生產超過40種礦物質，每年價值約7.4億美元，超過八成以上在國內使用。2003年9月，政府放寬外國公司開採的限制和降低礦區使用費，以鼓勵外商投資採礦。

### 工業和製造業

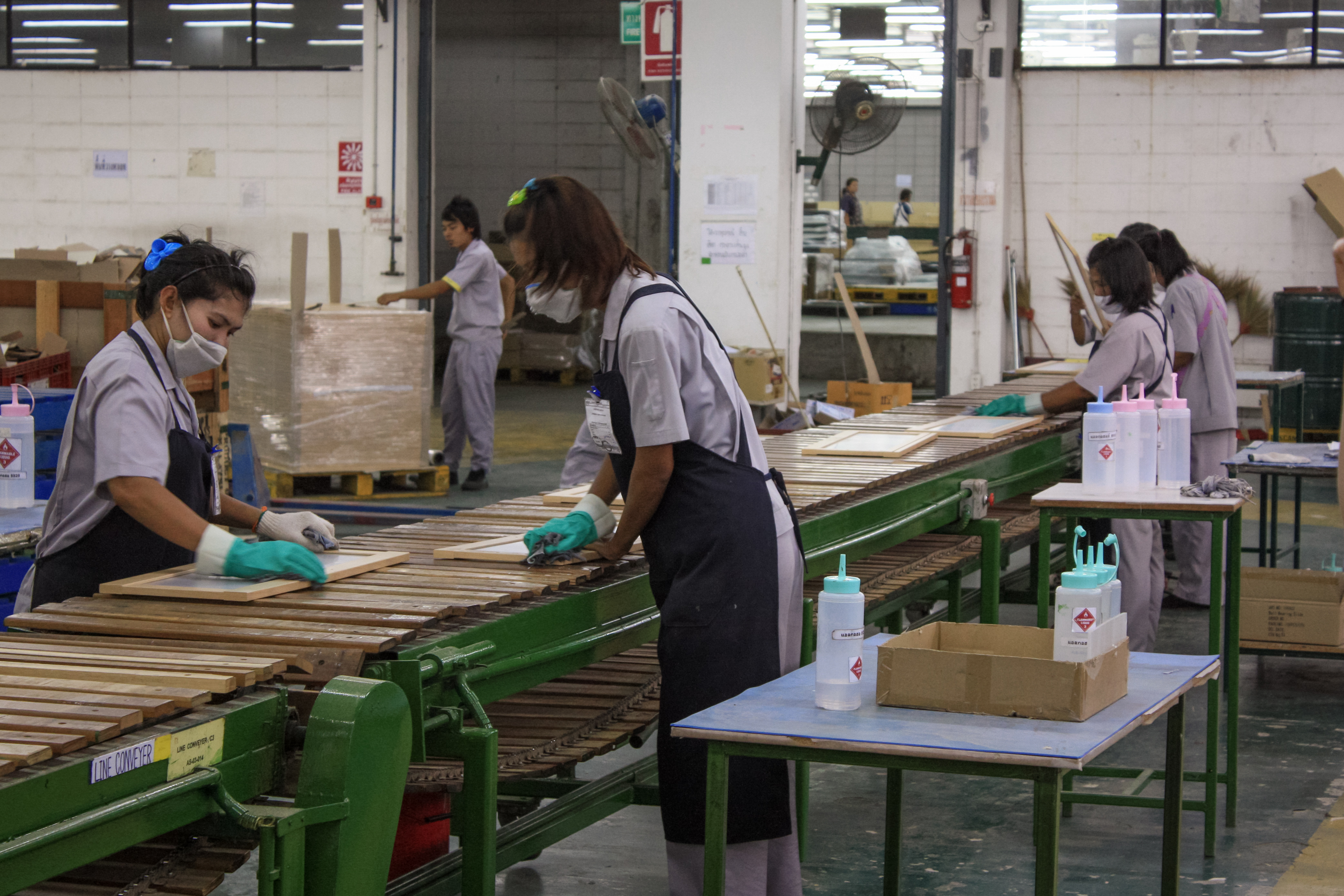
北柳府工廠生產線工人

2007年，工業佔國內生產總值的43.9%，但只僱用勞動人口的14%。工業在1995至2005年間平均每年增長3.4%。製造業是最重要的工業子界別，2004年佔國內生產總值的34.5%。
泰國成為東南亞國家聯盟市場的汽車製造中心。2004年汽車產量達到93萬台，超過2001年兩倍之多。豐田和福特是在泰國活躍的汽車製造商。汽車業擴張導致本地鋼鐵生產蓬勃。泰國的電子產業面對馬來西亞和新加坡的競爭，而紡織業面對中國和越南的競爭。

### 能源
2004年，泰國能源總使用量估計為3.4萬億英熱單位，佔世界能源消耗量的0.7%左右。泰國是石油和天然氣的淨進口國，但政府推廣使用乙醇，以減少進口石油和汽油添加劑甲基叔丁基醚。
2005年，每天平均消耗石油83.8萬桶（13.32萬立方米），超過國內產量30.6萬桶（4.87萬立方米）。四間煉油廠合共每天生產70.31萬桶（11.178萬立方米）。政府正在考慮建立區域石油加工及交通樞紐，以滿足中國中南部的需求。2004年，天然氣消耗量為1.05萬億立方英尺（29.9立方公里），超過國內生產量7,900億立方英尺（22立方公里）。
2004年煤炭消費量估計超過3,040萬短噸，高於產量2,210萬短噸。截至2007年1月，已知石油儲量為2.9億桶（4,600萬立方米），而已知天然氣儲量為14.8萬億立方英尺（420立方公里）。2003年可開採煤炭儲量為14.9億短噸。
2005年泰國電力消耗量約1,177億千瓦時，電力消耗在2006年增長4.7%至1,330億千瓦時。根據泰國國家電力局，由於住宅電費率低於工業和業務，住宅消耗量一直增加。由國家控制的電力公用事業和石油公司正進行重組。

### 服務
2007年服務業包括旅遊業、銀行業和金融業佔國內生產總值的44.7%，僱用37%的勞動人口，該國的服務業具有競爭力，有助出口增長。

#### 旅遊業
旅遊業對泰國經濟有顯著的貢獻，該行業受惠於泰銖貶值和國家穩定。2002年入境旅客1,090萬人次，較2001年1,010萬人次增長7.3％。
泰國的旅遊業比重高於其他亞洲國家，通常佔國內生產總值6%左右，遊客前往該國的主要原因是海灘娛樂。雖然南部持續叛亂，但曼谷的遊客在過去數年大幅增加。
泰銖相對其他貨幣轉強，但來自亞洲其他國家的旅客對經濟作出貢獻。2007年，前往泰國的遊客人次有1,400萬左右。雖然賣淫在泰國是非法行為，但色情行業是該國旅遊業的一部分。
緩解貨幣危機、中國經濟再度增長、2008年－2009年泰國政治危機後內部政治局勢相對穩定、2009年H1N1流感大流行改變旅遊業前景。該國的外國旅客在2009年首六個月減少16%，但之後外國旅客的人數明顯增加。2009年旅客人數估計接近1,400萬名，較2008年下跌4%。

#### 銀行及金融
泰國銀行的不良資產處於高危水平，觸發貨幣投機者攻擊泰銖，引致1997至1998年出現亞洲金融危機。2003年，不良資產已經減少一半至30%左右。
該國銀行盈利回升，但仍面對未變現虧損和資本金不足的問題。政府正在考慮各種改革，包括建立統一的金融監管機構使泰國銀行專注於貨幣政策。此外，泰國政府正試圖通過整合商業、國有和外商機構加強金融業。2004年金融業改革總體規劃向從事兼併和收購的金融機構提供減稅。外部專家認為改革方案成功。2007年，該國有3家國有商業銀行、5家國有專業銀行、15家泰國商業銀行和17家外國銀行。
2006年12月，泰國銀行試圖阻止外資進入該國，導致泰國證券交易所的股票價格出現自1997年亞洲金融危機以來最大的單日跌幅。外國投資者的拋售總額超過7.08億美元。

## 勞動人口
2007年泰國勞動人口估計為3,690萬，從事農業、服務業和工業的比例分別是49%、37%和14%。2005年，女性佔48%勞動人口，專業工作的比例增加。勞動人口加入工會的比例不足4%，工人和公共機構的比例分別增至11%和50%。
2006年9月19日的軍事政變後，法律仍然容許私人機構的工人組織和參加工會，但對參加工會活動工人的保護仍然不足。根據美國國務院，工會工人得不到充分的保護。該國的失業率為0.56%。

## 對外貿易

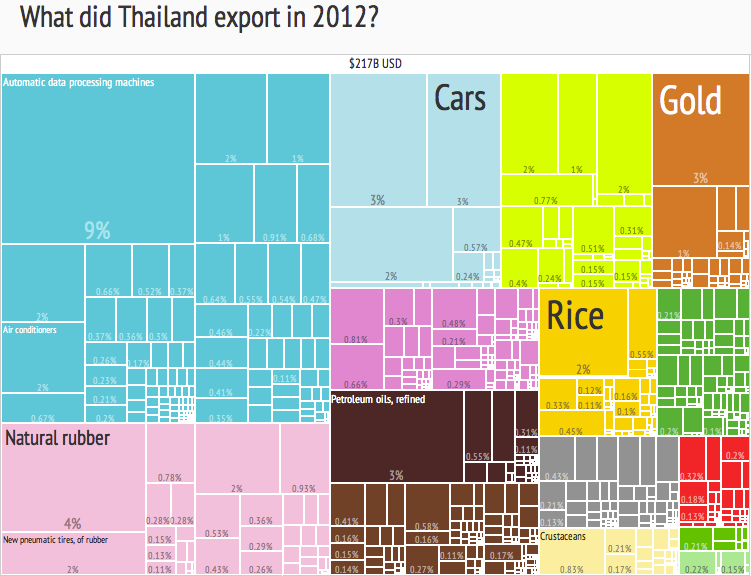
2012年泰國出口產品樹形圖[http://atlas.cid.harvard.edu/explore/tree_map/export/tha/all/show/2012/ Harvard Atlas of Economic Complexity

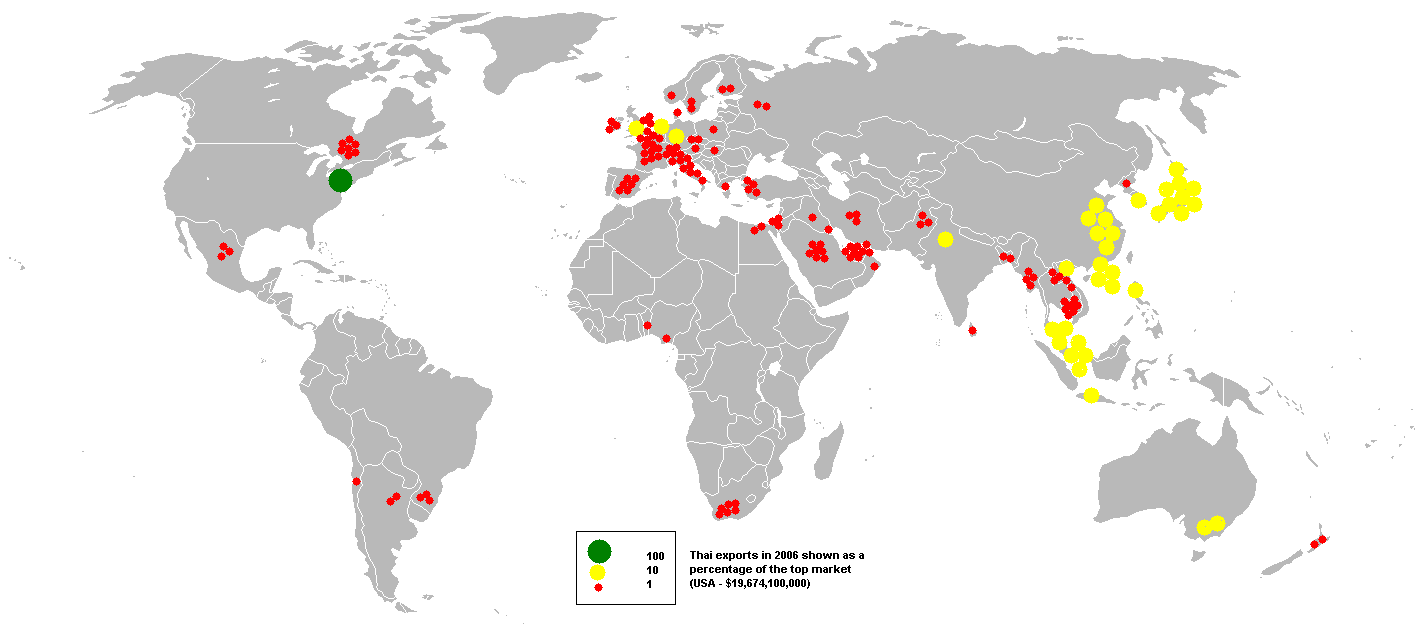
2006年泰國出口

中國取代美國成為泰國最大的出口國，而美國的第二大進口國，僅次於日本。泰國的傳統主要市場是北美洲、日本和歐洲，但區域貿易夥伴經濟復蘇有助該國出口增長。
泰國銷往亞洲其他地區和美國的出口增加，是從金融危機復蘇的重要因素。自2005年以來，日本汽車（尤其是豐田、日產和五十鈴）出口增加，每年生產超過100萬台汽車，貿易差額改善。泰國躋身全球十大汽車出口國行列。
泰國的主要進口貨品有機械及配件、汽車、集成電路、化學品、原油、燃料、鐵、鋼等，進口量增加反映生產高科技項目和車輛的需要增加。
泰國是世界貿易組織、凱恩斯集團農產品出口國和東盟自由貿易區（AFTA）的一員，奉行自由貿易協定。2003年10月，該國與中國落實只適用於農產品的自由貿易協議，更全面的自由貿易協定將在2010年簽定。泰國自2003年與印度落實有限的自由貿易協定，2005年1月1日與澳大利亞開始實行自由貿易協議。
泰國在2004年2月與日本開展自由貿易談判，在2005年9月同意原則性協議。該國與美國進行自由貿易協定談判，在2005年11月舉行第五輪會議。
1999年的外國企業法，限制多個行業的外國投資，包括傳媒、農業、土地分配、專業服務、旅遊、酒店和建築，參與這些活動的公司股權限制在最多49％少數股權。1966年美國和泰國簽訂的《友好和經濟關係條約》，豁免美國公民股東的限制。
曼谷是泰國最繁華的地方之一並主導該國經濟，而最貧窮的地區是貧瘠的東北地區。該國歷屆政府和最近被趕下台的他信政府，集中關注縮小地區之間的差距，而曼谷經濟快速增長和金融危機使問題加劇。
經濟投資只惠及旅遊區以外的小部分地區，但政府成功刺激東部海岸和清邁地區的經濟增長，這三個地區和其他旅遊區仍主導該國經濟發展，而政府有計畫發展其他區域。
有些美國持權者與泰國執法機關的合作關作良好，包括泰國皇家警察和泰國皇家海關，但泰國仍然在2012年的優先觀察名單上。美國鼓勵該國政府申明承諾以改善知識產權的保護和執法，但要從列表中剔除需更加努力。
經濟自1999年以來表現溫和增長，但未來表現取決於金融業繼續改革、企業債務重組、吸引外國投資和增加出口。在經濟持續增長期間，電信、道路、發電和港口的壓力增加。該國的工程師和技術人員日益短缺。

## 併購
1997至2010年期間，合共有4,306項涉及泰國企業的兼併和收購宣布，總值810億美元。2010年創下交易價值120億美元的新紀錄。2011年，PTT Chemical PCL與PTT Aromatics and Refining PCL合併，價值38億美元，是泰國公司的最大宗交易。

## 外部連結
- Bank of Thailand （页面存档备份，存于）
- Thai Ministry of Finance （页面存档备份，存于）
- Thai Ministry of Commerce （页面存档备份，存于）
- Thailand business news （页面存档备份，存于）
- World Bank Summary Trade Statistics Thailand （页面存档备份，存于）
- 泰國科技